# تپه شهرآوا
تپه شهرآوا مربوط به هزاره سوم و ۴ قبل از میلاد است و در شهرستان مانه و سملقان، زمین‌های دشت آشخانه، حاشیه قاضی واقع شده و این اثر در تاریخ ۳ بهمن ۱۳۵۶ با شمارهٔ ثبت ۱۵۸۵ به‌عنوان یکی از آثار ملی ایران به ثبت رسیده است.